# Hatalov
Hatalov (maďarsky Gatály) je obec na Slovensku v okrese Michalovce v Košickém kraji. Žije v něm 730 obyvatel.

## Dějiny
Jako vlastnictví zemana Gothala se osada připomíná v roce 1278. Ve vsi stával lihovar Widderovců, v provozu byl parní mlýn. Obyvatelé byli zemědělci a ovocnáři. V roce 1910 tu žila maďarská menšina, která dnes již není zřejmá. Obec po uzavření Trianonské smlouvy připadla Československu. Po hradě se nedochovaly žádné stopy, pravděpodobná lokalita je v poli směrem na Budkovce. Přes výhybnu Hatalov vede první železniční trať postavena státem po roce 1918 (délka 20 kilometrů, směr Vojany – Bánovce nad Ondavou).
Nejstarší osídlení je doloženo nálezy z doby eneolitu, bronzové, halštatské, z doby římské i z 9. až 10. století. V rámci Uherska patřil Hatalov až do roku 1918 do Zemplínské župy. Dnešní obec pochází z původní české, slovanské osady před 11. století. Výjimečně tuto lokalitu označovali i jako Nižné Žbince.
Nejstarší písemnou zmínku o zdejším sídle nacházíme v roce 1326 a v tomto období patřilo k pozdišovskému panstvu rodiny Ákoš. V písemných záznamech z 14. až 16. století se obec vyskytuje pod názvem Gatal a Gataly a v té době patřila místním zemanům, z nichž minimálně jeden studoval na vídeňské univerzitě.
Nejpozději v 16. století byl ve vesnici postaven zděný kostel a v roce 1600 tu stály dvě kurie (šlechtické sídlo), kostel, fara a škola. Na přelomu 16. a 17. století Hatalov patřil mezi středně velké vesnice i se šlechtickým obyvatelstvem. V důsledku různých okolností byl Hatalov začátkem 18. století bez obyvatelstva. Ve druhé polovině 18. století díky příchodu nových obyvatel se postupně zvyšoval jejich počet.
V Hatalově vlastnili majetky členové několika šlechtických rodin. V 19. století v Hatalově stál i zámeček s rozsáhlou zahradou. Zároveň se zde v tomto období vzpomíná lihovar.
V roce 1973 byl do užívání předán místní římskokatolický kostel.

## Osobnosti
Ve vsi působil Andrej Hajduk (* 1948), politik, poslanec NRSR za stranu KDH.